# Thomas Wolsey
Thomas Wolsey (néhol Woolsey; Ipswich, kb. 1473. március – Leicester, 1530. november 29.) bíboros, Anglia Lordkancellárja, VIII. Henrik angol király legfőbb tanácsadója és York érseke. Élete folyamán olyan politikai hatalomhoz jutott, amit csak kevesen tudhattak maguknak az akkori Angliában. VIII. Henrik nemcsak tisztelte, de szerette is kancellárját, és talán Wolsey életének nagy tragédiája volt, hogy mindezek ellenére a király - mások befolyása alá kerülve - végül megvonta tőle bizalmát. Állítólag a francia uralkodó, I. Ferenc, VIII. Henrik tudta nélkül, jelentős évjáradékot biztosított a bíborosnak, hogy Wolsey a franciákkal kötendő katonai- politikai szövetség megkötése felé terelgesse az angol király diplomáciai nézeteit. Wolsey azt kérte Ferenctől, hogy az uralkodó vegye rá a Vatikánban székelő francia bíborosokat, hogy amennyiben a pápa meghalna, az új Szentatya személyére Wolsey-t jelöljék majd a titkos szavazáson, ám időközben a külpolitikai helyzet drasztikusan átalakult a francia-angol szövetséget illetően, így a bíboros nem nyerhette el a pápai széket Rómában. Amikor VIII. Henriknek törvénytelen fia született Aragóniai Katalin egyik, férjezett udvarhölgyétől, Lady Elizabeth ,,Bessie" Blount-tól, a király sürgette Wolsey-t mint kancellárt, hogy érje el a parlamentnél a gyermek törvényesítését, hogy ő lehessen az új trónörökös, mellőzve ezzel Mária hercegnőt, a király törvényes leányát Katalintól. A fiú (Henry FitzRoy) hivatalosan sosem lett Henrik örököse, ám megkapta apjától a Richmond és Somerset hercege címet.

## Fiatalkora
Wolsey 1473 márciusában született az angliai Ipswich városában, Robert Wolsey és Joan Daundy fiaként. Édesapja egyes források szerint mészáros volt. Az idősebb Wolsey állítólag a bosworthi csatában esett el, ahol VII. (Tudor) Henrik legyőzte a csatában életét vesztő III. (York-i) Richárd királyt. A fiatal Wolsey a polgárháborús, zűrzavaros éveket tanulással töltötte, kijárta az ipswichi iskolát, a Magdalen Főiskolai Felkészítőt majd az Oxford-i Magdalen Főiskolát, ahol teológiát tanult. Ezután Oxfordban maradt tanítani, amíg 1500-ban a limingtoni templomba nem költözött, ahol 1509-ig szolgált. 1507-ben, Nanfan halála után, Wolsey VII. Henrik szolgálatába került.

## Politikai felemelkedése
Udvari előmenetelét elősegítette VII. Henrik azon törekvése, hogy a jelentős hatalommal rendelkező nemesség rovására minél több, szerény sorsú, de tehetséges embert ültessen magas pozíciókba. Wolsey tehetségét, rátermettségét, odaadását és munkabírását nagy elismeréssel nyugtázta Richard Fox, Exeter, Bath, Wells és Durham püspöke, aki bármennyi unalmas feladattal terhelhette titkárát. Henrik király megtette a tehetséges papot királyi káplánná, majd fia - az új 18 éves király - VIII. Henrik királyi alamizsnaosztóvá nevezte ki, mely címmel Wolsey egyben helyet nyert a Titkos Tanácsba.
Emelkedése innentől egyértelmű volt, mivel tehetségét és szervezőképességét mindenki elismerte, az ifjú Henrik király pedig nem fektetett korai éveiben túl nagy hangsúlyt országa kormányzásának ügyeire, így minden feladatot tanácsadóinak kellett megoldania. Az apja után megörökölt Lordkancellárok (Richard Foxe püspök, William Warham Canterbury érseke) túl konzervatívak és merevek voltak az új uralkodó vérmérsékletéhez, és világnézetéhez, így Wolsey, aki kiválóan tudott idomulni a Titkos Tanácsban Henrik elképzeléseihez, hamar előtérbe került, és tanácsadó, valamint adminisztratív feladatokat látott el a király mellett, azaz királyi titkár lett, ami jelentős pozíció volt. Az 1511-es háborús hangulatú válságban Wolsey mereven a franciák ellen tervezett háború ellen beszélt, szembehelyezkedve Henrikkel, aki fiatalsága és vele járó harciassága miatt nagyon vágyott már a dicső győzelmekre.
Az 1512-14 között zajló franciák elleni háborúban, a II. Gyula pápa által erős szövetséggé kovácsolt II. Aragóniai Ferdinánd (Henrik apósa) vezette Spanyol Királyság, és az I. Miksa császár vezette Német-Római Birodalom erői fogtak össze Angliáéval. Ez volt az úgynevezett Szent Liga. A szövetség kezdetben vereségeket szenvedett el a franciáktól - főképp Ferdinánd megbízhatatlansága miatt - de végül Ravenna mellett 1512. április 11-én sikerült megverni XII. Lajos francia király seregét, így az visszahúzódott az Alpok mögé. Wolsey szerepe az angolok háborús erőfeszítéseiben megkérdőjelezhetetlen, hiszen a nagy létszámú sereg felfegyverzését, és utánpótlását is a titkár végezte. A még pápai támogatással 1513-ban meginduló angol hadjáratban, Henrik - aki tanult a Liga hibáiból - sikeresen elfoglalt két várost, így győzelmei előnyös helyzetbe hozták az 1514-ben lezajlott angol-francia tárgyalásoknál, ahol a két király békét kötött. Ebben Wolsey ismételten nagy szerepet játszott, lévén hogy a francia barátság fontos volt számára. A megegyezés értelmében Henrik húga, Tudor Mária feleségül ment XII. Lajos francia királyhoz, Anglia megtarthatta az elfoglalt Tournai városát, és a franciák éves adót fizettek Angliának. 1514 januárjában azonban meghalt Lajos, a fiatalon megözvegyült és gyermektelen Máriát pedig szeretője, Charles Brandon, Suffolk hercege vette feleségül, titokban. A házasság nagy botrányt csapott az angol udvarban, hiszen az a király beleegyezése nélkül történt, viszont az új francia király, I. Ferenc asszisztálásával, aki nem szerette volna, hogy Henrik még felhasználhassa Mária kezét egy új szövetség létrehozásához más uralkodóval. Mivel Brandon (a továbbiakban Suffolk herceg) a király legközelebbi barátja volt, így kényes kérdés lett Henrik számára, a más esetében oly könnyen meghozható ítélet módjából. Wolsey felszólalt Suffolk érdekében, és kérte Henriket, hogy ne nyakaztassa le az ifjú házasokat, mire a király megbocsátott a szerelmeseknek.
Wolsey 1515 és 1516 között is azon munkálkodott, hogy megakadályozza a háborút Anglia és Franciaország között, és békére bírja a királyt. Ez azért is volt fontos számára, mert személye képviselte az udvarban a franciabarát politikai csoportot, míg a régi származású nemesek csoportja - Edward Stafford, Buckingham harmadik hercegének a vezetésével - a Német-Római Birodalom császárának (V. Károly alatt Spanyolországot is bele értve) szövetségében látták Anglia érdekét. Egyébként ezen években lett Wolsey Windsor kanonokja, Lincoln püspöke, és legfőképpen York érseke, mely igen magas egyházi méltóságnak számított. X. Leó pápa bíborosi rangra emelte 1515-ben, majd 1523-ban lett Durham hercegprímása.
Igazi jelentős hatalmat azonban a lordkancellári cím jelentett számára. Ez volt politikai pályájának csúcsa, amit Warham érsek lemondása után nyert el. Egyébként az idős Warham érsek túlélte Wolseyt mint Canterbury érseke, és valószínűleg csak ez volt az akadálya annak, hogy ezt a címet nem sikerült megszereznie a törekvő Wolsey bíborosnak. Lordkancellárként Wolsey volt a korlátlan királyi hatalomnak korlátlan hatalmú minisztere. Henrik nagy bizalommal volt irányába, így minden jelentős ügyet ő kezelt, nagyobb hatalmat tudott magáénak, mint az előtte szolgáló lordkancellárok. 1518-ban X. Leó pápai legátusi kinevezést küldött a bíborosnak, és e szerepben Wolsey volt a feje egy nemzetközi diplomáciai csúcstalálkozónak, amin 20 ország képviseltette magát Londonban. Wolsey Európa döntőbírájává vált, úgyszólván középpontba került a nemzetközi eseményen. Mivel az összejövetel célja az európai béke elérése volt, ezért azt mi sem tudta jobban szemléltetni mint a két régi ellenség, Franciaország és Anglia kibékítése. Ám a békét több tényezős is veszélyeztette. Mivel II. Aragóniai Ferdinánd spanyol király meghalt 1516-ban, így az új uralkodó, I. Károly lett, de mivel nagyapja, I Miksa császár 1519-ben szintén elhunyt, az öröklési szabályok értelmében V. Károly néven Német-Római császár is lett egyben, így a két birodalom perszonálunióba került. Ez roppant módon dühítette Ferencet, aki szerint Franciaország két tűz közé került. A Habsburg-Valois párharc Henriket és Wolseyet kínos helyzetbe hozta, ugyanis Henrik felesége, a mélyen vallásos Aragóniai Katalin királyné, Károly nagynénje volt, ráadásul gazdasági okokból is tanácsosabb volt a Német-Római/Spanyol szövetséget keresni, de az is nyilvánvalóvá vált, hogy így megromlik a nemrég rendezett viszony Henrik és Ferenc között. Mindkét fél kedveskedésekkel ostromolta Angliát a szövetség érdekében. 1520. június 7-én találkozó jött létre, az Aranybrokát Mezején, ahol Ferenc és Henrik dinasztikus alapon kívánt szövetséget kötni, oly módon, hogy Henrik és Katalin lányát, a későbbi Véres Máriát tervezték hozzáadni II. Henrik francia trónörököshöz (dauphin). A Wolsey lordkancellár által megszervezett látványos találkozó azonban a föntebb felsorolt okok miatt eredménytelen volt, mivel a bíboros lebeszélte Henriket a francia szövetségről, feladva így személyes nézeteit és előtérbe helyezve országa érdekeit.
Külpolitikában és belügyben egyaránt kiválóan bizonyított, az ügyek intézésében és a diplomáciában kimagasló teljesítményt nyújtott, a király és a külföldi udvarok elismerését vívva ezzel ki. Ám a főnemesség, mely túlzottan irigyelte hatalmát és sikereit, féltékenyen nézte az udvaron belüli pozícióját. Főbb ellenségei között találjuk Buckingham hercegét, Thomas Howard Norfolk 3. hercegét, Thomas Boleynt stb. Buckingham, a német-római szövetség képviselőjeként nyíltan szembehelyezkedett Wolseyval, akit szívből megvetett alacsony származása, és szerinte meg nem érdemelt pozíciója miatt. Nem is egyszer fenyegetőzött azzal, hogy ha VIII. Henrik esetleg meghalna, ő a bíborost rangja ellenére azonmód lenyakaztatná. Ezt Wolsey ravasz módon a király elleni felségárulásként értelmeztette a herceg ügyét tárgyaló bírósággal (peer-ek tanácsa), mire az halálra ítélte a vádlottat (annak ellenére, hogy tagjai mind nagy hatalmú lordok voltak). Buckingham hercegét 1521 május 17-én fejezték le a Tower Hillen, Londonban. Wolsey tehát megszabadult egy nagy ellenségétől, de Norfolk, és a többiek továbbra is keresték az alkalmat, hogy elmozdítsák a gyűlölt kancellárt.
Mivel Anglia a császár mellett kötelezte el magát, nyíltan szembekerült Franciaországgal. Azonban 1522-23 között az angolok csupán minimális eredményeket értek el a franciák ellenében, míg 1525-ben a paviai csatában Károly seregei tönkreverte Ferenc haderejét, és maga a francia király is fogságba esett. Károly tehát nagy diadalt zsebelhetett be, Wolsey pedig csak annyi eredményt ért el saját hazájában, hogy egy rosszul eltervezett adóemeléssel emberek tömegeit haragította magára ugyanebben az évben. A Cognaci Liga (1526) megalakulása egy Spanyol-Német-Római Birodalom ellenes csoportosulás volt, Franciaországgal, Angliával és néhány itáliai állammal, és a pápa feltétlen támogatásával. Csakhogy a német-római erők feldúlták Rómát, és a pápa fogságba esett az Angyalvárban (Hadrianus Emlékmű) 1527-ben, így teljesen ki lett szolgáltatva a császár akaratának. Ami pedig Wolsey számára még kínosabb volt, az nem más, mint hogy Henrik ekkor szeretett bele Boleyn Annába, és legfőbb vágya lett, hogy elváljon megunt feleségétől, az egyre hatalmasabb V. Károly császár nagynénjétől.

## VIII. Henrik válási ügye
Aggódva figyelte a bíboros, ahogy a király teljesen belebolondul egy diplomata, azaz Thomas Boleyn kisebbik leányába, Boleyn Annába, mivel a hölgy és Wolsey között mindvégig hatalmas ellentét feszült, ugyanis Anna szerint a férfi nem tett meg mindent annak érdekében, hogy siettesse Henrik és Katalin frigyének semmissé nyilvánítását a pápánál. Valószínű, hogy Anna jól felismerte ezt, hiszen Wolsey-nak nem állt érdekében V. Károly császár nagynénje, Aragóniai Katalin ellen cselekedni a válás lebonyolításával, mert attól félt, Károly -aki nagy befolyással bírt a pápára- bosszúból nem fogja majd támogatni a bíborost abban, hogy egy napon ő lehessen az új Szentatya. Boleyn Anna amiatt is neheztelt a bíborosra, mert amikor Henrik bejelentette válási tervét, Wolsey inkább egy francia hercegnőt szánt volna a király új hitvesének, erősítve ezzel a két ország diplomáciai kapcsolatát.

## Wolsey bukása
Wolsey nagy hatalma és igen magas befolyása a király döntéseiben sok ellenséget szereztek számára az udvarban. VIII. Henrik miután belehabarodott Boleyn Annába el kívánt válni feleségétől és megparancsolta Wolsey bíborosnak, mindent tegyen meg ennek az ügynek a lezárása érdekében. A bíboros azonban minden igyekezete ellenére nem tudta elérni őszentségénél a pápánál, hogy kedvező döntést hozzon a király számára, aki heves természete miatt türelmetlenül várta, hogy kimondják a válást. Az udvarban ezzel egy időben elindult a szóbeszéd (feltehetően a bíboros ellenségei révén) miszerint a bíboros maga késlelteti a válást. Wolsey láttán, hogy kezd kicsúszni a hatalom a kezei közül felajánlotta a királynak grandiózus palotáját Hampton Court-ot, a király elfogadta a hatalmas ajándékot.
A bíboroson azonban ez már nem segített, VIII. Henrik nem volt hajlandó tovább várni a döntésre és a Wolsey bíborosról terjedő szóbeszédeknek is hitelt adva (feltehetően Boleyn Anna hathatós közbenjárásával) megfosztotta Thomas Wolsey-t minden hivatalától és hatalmától.A bíboros bukását egyszerűen az okozta, hogy nem tudta elérni a királyi válást, VIII. Henrik parancsára sem.
Thomas Wolsey 1530. november 29-én halt meg, 57 éves korában.